# Milena Agus
Milena Agus (Gènova, 1959) és una escriptora italiana.

## Biografia
Milena Agus va néixer a Gènova, de pares sards i viu a Càller on va ensenyar italià i història al Liceo Foiso Fois. És una dels exponents de la nova onada literària sarda. La seva primera novel·la, "Mentre dorme il pescecane" (2005) va tenir dues reimpressions en pocs mesos, però va ser "Mal di pietre" (2006) (en català Mal de pedres) el llibre qui la va revelar al gran públic, i que li va suposar la fama internacional. Mal di Pietre va guanyar el premi Forte Village-Montblanc 2007 d'escriptors emergents, Selecció del Jurat del Premi Campiello (Selezione Giuria dei Letterati) 2007, el premi Elsa Morante 2007 i també li va suposar quedar entre les finalistes del premi Strega 2007.
A Mal de pedres la narradora del llibre és la neta d'una dona fascinant, una mica inestable que es veurà obligada pels pares a casar-se amb un home més gran, amb el qual no aconseguirà mantenir una relació satisfactòria. La novel·la se centra amb la relació de desig que va tenir la seva àvia Gabrielle amb un home mentre estava ingressada a un balneari per curar-se del mal de pedres (litiasi renal).Amb els aires de la seva Sardenya familiar, Agus planteja, a través d'un relat eròtic i poètic, encontres, desencontres i ferides que no cicatritzen. Va ser adaptada al cinema el 2106 amb el mateix títol original (en català El somni de la Gabrielle) amb guió i direcció de Nicole Garcia el 2016, protagonitzada per Marion Cotillard (Gabrielle).
Després van seguir Ali di babbo (2008), La contessa di ricotta (2009), Sottosopra (2012), Terre promesse (2017) i Un tempo gentile (2020). A més de les set novel·les, traduïdes a més de vint idiomes, Agus també ha publicat Perché scrivere (2007), una obra sobre l'art d'escriure i les seves motivacions" (Il Secolo XIX) i, coescrit amb Luciana Castellina, Guardati dalla mia Fame (2014), una història en dues parts d'un sagnant episodi de linxament que va tenir lloc a la Itàlia posterior a la Segona Guerra Mundial.